# Diskografie Taio Cruze
Toto je seznam vydané diskografie anglického zpěváka Taio Cruze.

## Alba

### Studiová alba
| Název                                                                                   | Detaily o albu                                                    | Umístění v hitparádách | Umístění v hitparádách | Umístění v hitparádách | Umístění v hitparádách | Umístění v hitparádách | Umístění v hitparádách | Umístění v hitparádách | Umístění v hitparádách | Umístění v hitparádách | Umístění v hitparádách | Prodeje       | Certifikace                                                       |
| Název                                                                                   | Detaily o albu                                                    | UK                     | AUS                    | AUT                    | CAN                    | FRA                    | GER                    | IRE                    | NL                     | SWI                    | US                     | Prodeje       | Certifikace                                                       |
| --------------------------------------------------------------------------------------- | ----------------------------------------------------------------- | ---------------------- | ---------------------- | ---------------------- | ---------------------- | ---------------------- | ---------------------- | ---------------------- | ---------------------- | ---------------------- | ---------------------- | ------------- | ----------------------------------------------------------------- |
| Departure                                                                               | - Vydáno: 17. března 2008 (UK) - Vydavatelství: Mercury/IDJMG     | 17                     | —                      | —                      | —                      | —                      | —                      | —                      | —                      | —                      | —                      |               | - BPI: Gold                                                       |
| Rokstarr                                                                                | - Vydáno: 12. října 2009 (UK) - Vydavatelství: Mercury / IDJMG    | 14                     | 14                     | 36                     | 3                      | 20                     | 31                     | 24                     | 95                     | 37                     | 8                      | - US: 289,000 | - ARIA: Gold - BPI: Gold - BVMI: Gold - IFPI AUT: Gold - MC: Gold |
| TY.O                                                                                    | - Vydáno: 2. prosince 2011 (GER) - Vydavatelství: Mercury / IDJMG | —                      | 95                     | 36                     | —                      | —                      | 28                     | —                      | 100                    | 15                     | —                      |               | - BVMI: Gold                                                      |
| "—" značí, že se nahrávka neumístila v hitparádách nebo v tomto území ani nebyla vydána |                                                                   |                        |                        |                        |                        |                        |                        |                        |                        |                        |                        |               |                                                                   |

### Kompilační alba
| Název                   | Detaily o albu                                                | Umístění v hitparádě | Certifikace   |
| Název                   | Detaily o albu                                                | UK                   | Certifikace   |
| ----------------------- | ------------------------------------------------------------- | -------------------- | ------------- |
| The Rokstarr Collection | - Vydáno: 20. září 2010 (UK) - Vydavatelství: Mercury / IDJMG | 16                   | - BPI: Silver |

### Koncertní alba
| Název          | Detaily                                                       |
| -------------- | ------------------------------------------------------------- |
| iTunes Session | - Vydáno: 4. ledna 2011 (US) - Vydavatelství: Mercury / IDJMG |

## Extended play
| Název         | Detaily                                                           |
| ------------- | ----------------------------------------------------------------- |
| The Fast Hits | - Vydáno: 13. prosince 2012 (UK) - Vydavatelství: Mercury / IDJMG |

## Singly

### Jako hlavní umělec
| "I Just Wanna Know"                                                                     | 2006 | 29  | —  | —  | —  | —  | —  | —  | —  | —  | —  | | Departure      |
| "Moving On"                                                                             | 2007 | 26  | —  | —  | —  | —  | —  | —  | —  | —  | —  | | Departure      |
| "Come On Girl" (feat. Luciana)                                                          | 2008 | 5   | —  | —  | —  | —  | 19 | —  | —  | —  | —  | | Departure      |
| "I Can Be"                                                                              | 2008 | 18  | —  | —  | —  | —  | 23 | —  | —  | —  | —  | | Departure      |
| "She's like a Star"                                                                     | 2008 | 20  | —  | —  | —  | —  | —  | —  | —  | —  | —  | - BPI: Silver | Departure      |
| "Break Your Heart" (sólo nebo feat. Ludacris)                                           | 2009 | 1   | 2  | 10 | 1  | 5  | 2  | 21 | 17 | 1  | 1  | - BPI: Platinum - ARIA: 2× Platinum - BVMI: Platinum - IFPI AUT: Gold - IFPI SWI: 2× Platinum - MC: 3× Platinum - RIAA: 3× Platinum - RMNZ: Gold        | Rokstarr       |
| "No Other One"                                                                          | 2009 | 42  | —  | —  | —  | —  | —  | —  | —  | —  | —  | | Rokstarr       |
| "Dirty Picture" (feat. Kesha)                                                           | 2010 | 6   | 16 | —  | 49 | —  | 10 | 72 | 11 | —  | 96 | - BPI: Silver - ARIA: Gold - RMNZ: Gold | Rokstarr       |
| "Dynamite"                                                                              | 2010 | 1   | 1  | 2  | 1  | 3  | 1  | 4  | 1  | 3  | 2  | - BPI: 3× Platinum - ARIA: 7× Platinum - BVMI: 5× Gold - IFPI AUT: Platinum - IFPI SWI: Platinum - MC: 5× Platinum - RIAA: 8× Platinum - RMNZ: Platinum | Rokstarr       |
| "Higher" (feat. Kylie Minogue)                                                          | 2010 | 8   | 25 | 3  | 13 | 3  | 7  | 15 | 5  | 4  | 24 | - BPI: Gold - ARIA: Gold - BVMI: Platinum - IFPI AUT: Platinum - IFPI SWI: Platinum - MC: Platinum - RIAA: Platinum - RMNZ: Gold                        | Rokstarr       |
| "Telling the World"                                                                     | 2011 | 108 | —  | 21 | —  | 35 | —  | 96 | —  | —  | —  | | Rio soundtrack |
| "Falling in Love"                                                                       | 2011 | —   | —  | —  | —  | —  | —  | —  | —  | —  | —  | | Rokstarr       |
| "Hangover" (feat. Flo Rida)                                                             | 2011 | 27  | 3  | 1  | 13 | 2  | 22 | 12 | 10 | 1  | 62 | - BPI: Silver - ARIA: 4× Platinum - BVMI: 2× Platinum - IFPI AUT: 2× Platinum - IFPI SWI: 3× Platinum - RMNZ: Gold                                      | TY.O           |
| "Troublemaker"                                                                          | 2011 | 3   | 10 | 12 | —  | 6  | 18 | 50 | —  | 7  | —  | - ARIA: Platinum - BVMI: Gold - IFPI SWI: Platinum | TY.O           |
| "There She Goes" (feat. Pitbull)                                                        | 2012 | 12  | —  | 8  | 65 | 5  | 40 | 67 | —  | 2  | —  | - BVMI: Platinum - IFPI SWI: Gold | TY.O           |
| "World in Our Hands"                                                                    | 2012 | —   | —  | 5  | —  | 4  | —  | —  | —  | 40 | —  | - BVMI: Gold | TY.O           |
| "Fast Car"                                                                              | 2012 | 180 | 28 | 34 | —  | 39 | —  | —  | —  | —  | —  | | TY.O           |
| "Do What You Like"                                                                      | 2015 | —   | —  | —  | —  | —  | —  | —  | —  | —  | —  | | Singly bez alb |
| "Booty Bounce" (s Tujamo)                                                               | 2016 | —   | —  | —  | —  | 83 | —  | 77 | —  | —  | —  | | Singly bez alb |
| "Row the Body" (feat. French Montana)                                                   | 2017 | —   | —  | —  | —  | —  | —  | —  | —  | —  | —  | | Singly bez alb |
| "Signs" (s Hugel)                                                                       | 2018 | —   | —  | —  | —  | —  | —  | —  | —  | —  | —  | | Singly bez alb |
| "Me on You" (s Nicky Romero)                                                            | 2018 | —   | —  | —  | —  | —  | —  | —  | —  | —  | —  | | Singly bez alb |
| "Time for You" (feat. Wonder Stereo)                                                    | 2019 | —   | —  | —  | —  | —  | —  | —  | —  | —  | —  | | Singly bez alb |
| "—" značí, že se nahrávka neumístila v hitparádách nebo v tomto území ani nebyla vydána |      |     |    |    |    |    |    |    |    |    |    | |                |

### Jako vedlejší umělec
| Název                                                                                   | Rok  | Umístění v hitparádách | Umístění v hitparádách | Umístění v hitparádách | Umístění v hitparádách | Umístění v hitparádách | Umístění v hitparádách | Umístění v hitparádách | Umístění v hitparádách | Umístění v hitparádách | Umístění v hitparádách | Certifikace                                                                 | Album                |
| Název                                                                                   | Rok  | UK                     | AUS                    | AUT                    | CAN                    | GER                    | IRE                    | NL                     | NZ                     | SWI                    | US                     | Certifikace                                                                 | Album                |
| --------------------------------------------------------------------------------------- | ---- | ---------------------- | ---------------------- | ---------------------- | ---------------------- | ---------------------- | ---------------------- | ---------------------- | ---------------------- | ---------------------- | ---------------------- | --------------------------------------------------------------------------- | -------------------- |
| "Rainfall" (Nitin Sawhney feat. Taio Cruz)                                              | 2003 | —                      | —                      | —                      | —                      | —                      | —                      | —                      | —                      | —                      | —                      |                                                                             | Human                |
| "Take Me Back" (Tinchy Stryder feat. Taio Cruz)                                         | 2009 | 3                      | —                      | —                      | —                      | —                      | 16                     | —                      | —                      | —                      | —                      | - BPI: Silver                                                               | Catch 22             |
| "Second Chance" (Tinchy Stryder feat. Taio Cruz)                                        | 2010 | 22                     | —                      | —                      | —                      | —                      | 35                     | —                      | —                      | —                      | —                      |                                                                             | Third Strike         |
| "Shine a Light" (McFly feat. Taio Cruz)                                                 | 2010 | 4                      | —                      | —                      | —                      | —                      | 13                     | —                      | —                      | —                      | —                      | - BPI: Platinum                                                             | Above the Noise      |
| "Cryin' Over You" (Nightcrawlers feat. Taio Cruz)                                       | 2011 | —                      | —                      | —                      | —                      | —                      | —                      | —                      | —                      | —                      | —                      |                                                                             | Singl bez alb        |
| "Little Bad Girl" (David Guetta feat. Taio Cruz a Ludacris)                             | 2011 | 4                      | 15                     | 5                      | 14                     | 5                      | 8                      | 39                     | 19                     | 7                      | 70                     | - BPI: Gold - ARIA: Platinum - BVMI: Gold - IFPI AUT: Gold - IFPI SWI: Gold | Nothing but the Beat |
| "—" značí, že se nahrávka neumístila v hitparádách nebo v tomto území ani nebyla vydána |      |                        |                        |                        |                        |                        |                        |                        |                        |                        |                        |                                                                             |                      |

## Spoluumělec
| Název                                                                              | Rok  | Album      |
| ---------------------------------------------------------------------------------- | ---- | ---------- |
| "Written in the Stars" (The Arcade Southside Remix) (Tinie Tempah feat. Taio Cruz) | 2010 | Disc-Overy |
| "Dirty Picture, Pt. 2" (Kesha feat. Taio Cruz)                                     | 2010 | Animal     |

## Videoklipy
| Název                                                       | Rok                | Režisér            |
| Jako hlavní umělec                                          | Jako hlavní umělec | Jako hlavní umělec |
| ----------------------------------------------------------- | ------------------ | ------------------ |
| "I Just Wanna Know"                                         | 2006               | Andy Hylton        |
| "Moving On"                                                 | 2007               | Shane Stirling     |
| "Come on Girl" (feat. Luciana)                              | 2008               | Alex Herron        |
| "I Can Be"                                                  | 2008               | Alex Herron        |
| "She's like a Star"                                         | 2008               | Alex Herron        |
| "Break Your Heart"                                          | 2009               | Alex Herron        |
| "No Other One"                                              | 2009               | Alex Herron        |
| "Break Your Heart" (feat. Ludacris)                         | 2009               | Alex Herron, Taj   |
| "Dirty Picture" (feat. Kesha)                               | 2010               | Alex Herron        |
| "Dynamite"                                                  | 2010               | Alex Herron        |
| "Higher" (feat. Kylie Minogue)                              | 2010               | Alex Herron        |
| "Higher" (feat. Travie McCoy)                               | 2010               | Alex Herron        |
| "Falling in Love"                                           | 2011               | Phil Heyes         |
| "Telling the World"                                         | 2011               | Alex Herron        |
| "Hangover" (feat. Flo Rida)                                 | 2012               | Martin Weisz       |
| "Troublemaker"                                              | 2012               | Martin Weisz       |
| "There She Goes"                                            | 2012               | Alex Herron        |
| "Fast Car"                                                  | 2012               | Colin Tilley       |
| "Do What You Like"                                          | 2015               | Ray Kay            |
| "Booty Bounce" (s Tujamo)                                   | 2015               | Ryan Staake        |
| Jako vedlejší umělec                                        |                    |                    |
| "Take Me Back" (Tinchy Stryder feat. Taio Cruz)             | 2009               | Emil Nava          |
| "Second Chance" (Tinchy Stryder feat. Taio Cruz)            | 2010               | Emil Nava          |
| "Shine a Light" (McFly feat. Taio Cruz)                     | 2010               | Phil Griffin       |
| "Cryin' Over You" (Nightcrawlers feat. Taio Cruz)           | 2011               | Alex Herron        |
| "Little Bad Girl" (David Guetta feat. Taio Cruz a Ludacris) | 2011               | Dave Meyers        |